# Iranomolpus
Iranomolpus là một chi bọ cánh cứng trong họ Chrysomelidae.
Chi này được miêu tả khoa học năm 1979 bởi Lopatin.

## Các loài
Chi này gồm các loài:
- Iranomolpus badius Lopatin, 1979